# Patos (Albânia)
Patos é uma cidade e município (em albanês:  bashkia) da Albânia localizada no distrito de Fier, prefeitura de Fier.